# غشائية أليفة الهواء
غشائية أليفة الهواء (بالإنجليزية: Hymenobacter aerophilus)‏ هي نوع من البكتيريا، سلبية الغرام، تتبع الغشائية.